# Макласки (Северна Дакота)
Макласки (енгл. McClusky) град је у америчкој савезној држави Северна Дакота.

## Демографија
По попису из 2010. године број становника је 380, што је 35 (-8,4%) становника мање него 2000. године.
| Група             | 2000.       | 2010.       |
| Белци             | 410 (98,8%) | 349 (91,8%) |
| Афроамериканци    | 0 (0,0%)    | 2 (0,5%)    |
| Азијати           | 0 (0,0%)    | 0 (0,0%)    |
| Хиспаноамериканци | 2 (0,5%)    | 8 (2,1%)    |
| Укупно            | 415         | 380         |